# Maria Centracchio
Maria Centracchio (Castel di Sangro, 28 settembre 1994) è un'ex judoka e allenatrice di judo italiana.

## Biografia
Nata a Castel di Sangro, ma molisana di Rocchetta a Volturno, in provincia di Isernia, è agente della polizia di stato. Anche il padre Bernardo, proprietario del Champions Sport Team Judo dove ha iniziato la pratica di tale sport, e il fratello minore Luigi sono judoka.
Nel 2019 ha vinto la medaglia di bronzo ai Judo ai II Giochi europei e la medaglia d'oro al Judo Grand Prix di Tel Aviv 2019 nella categoria -63 kg.
Nel 2021 ha rappresentato l'Italia ai Giochi olimpici estivi di Tokyo 2020, nei quali ha vinto la medaglia di bronzo per la categoria 63kg sconfiggendo l'olandese Juul Franssen.
Nel 2022 ha dichiarato di essere affetta da fibromialgia.
Nel 2024 si è ritirata dall'attività agonistica, per divenire allenatrice.

## Palmarès
- Giochi olimpici

Tokyo 2020:  bronzo nei 63 kg.
- Giochi europei

Minsk 2019: bronzo nei 63 kg.